# Суджилка
Суджилка (укр.  Суджілка, крымскотат. Suv Cılğa, Сув Джылгъа) — маловодная река в северо-восточном Крыму, в Советском и Нижнегорском районах. Длина реки 31 км, площадь водосбора 102 км². 
Исток реки находится в 1,3 км восточнее села Тамбовка Нижнегорского района, в среднем и нижнем течении на протяжении почти двадцати километров Суджилка канализирована (ГК-9, то есть Главный коллектор с длиной дренажной сети 202,5 км обслуживающей площадь 3295 гетара), устроено множество прудов. Река используется, как коллектор Северо-Крымского канала, что во много раз увеличило её полноводность. Согласно справочнику «Поверхностные водные объекты Крыма» Суджилка притоков не имеет. Устье реки — в 5 км восточнее села Октябрьское, чётко не выражено, поскольку впадает (практически — теряется) в обширный заболоченный лиман-солончак Сиваша (в него же впадает и Восточный Булганак). Водоохранная зона реки установлена в 100 м, проводятся обследования прибрежной защитной полосы реки. Название Суджилка можно вывести из тюркского Су-Джилга — «балка с водой».
Считается, что Суджилка — древнее русло реки Биюк-Карасу, или Кучук-Карасу в результате незначительного подъёма поверхности изменивший течение — на километровой карте Генштаба Красной армии 1941 года к названию Суджилко добавлено уточнение Сухое русло. В античное время (с V века до нашей эры по II век нашей эры) вдоль реки существовало несколько скифских поселений, постоянных и временных.